# Le Lion des Mogols
Le Lion des Mogols is een Franse romantische dramafilm uit 1924 van Jean Epstein.

## Verhaal
Prins Roundghito-Sing moet vluchten uit het Mogolrijk nadat hij Zemgali probeerde te beschermen, een gevangene van heerser Khan op wie hij verliefd is. Hij zoekt toevlucht in Parijs waar hij wordt benaderd door een filmbedrijf om mee te spelen in hun nieuwe film. Zijn tegenspeelster Anna en hij voelen zich al snel aangetrokken tot elkaar, zeer tegen de zin van producer Morel die reeds een verhouding met haar heeft.

## Rolverdeling
| Acteur            | Personage             |
| ----------------- | --------------------- |
| Ivan Mosjoekin    | prins Roundghito-Sing |
| François Viguier  | Khan                  |
| Nathalie Lissenko | Anna                  |
| Alexiane          | Zemgali               |
| Camille Bardou    | Morel                 |